# Rasa de la Font de Vilella
La Rasa de la Font de Vilella, el tram final de la qual també és conegut amb el nom de Torrent de Fontanet, és un torrent afluent per la dreta de la Riera de Llanera.
Neix a uns 80 m. a llevant de la masia de Can Jordi, pren la direcció predominant cap al sud i desguassa al seu col·lector a menys de 300 m aigües amunt del Molí de Fontanet.

## Termes municipals que travessa
La Rasa de la Font de Vilella transcorre íntegrament pel terme municipal de Torà (Segarra)

## Xarxa hidrogràfica
La xarxa hidrogràfica de la Rasa de la Font de Vilella està constituïda per 41 cursos fluvials la longitud total dels quals suma 41.123 m.

### Distribució municipal
El conjunt de la xarxa hidrogràfica transcorre íntegrament pel terme municipal de Torà.